# École d'Alexandre
L'école d'Alexandre (finnois : Aleksanterin koulu) est une école primaire située dans le quartier de Kaakinmaa à Tampere en Finlande.

## Présentation
Le bâtiment est construit au coin de Hämeenpuisto et de  Hallituskatu.
L'école d'Alexandre et l'école de Pyynikki constituent l'école de Wivi Lönn qui a conçu les deux édifices.
L'école d'Alexandre propose un enseignement différent du programme scolaire normal. 
Chaque année, une classe est enseignée par un professeur francophone natif, et la moitié de l'enseignement est donc dispensé en français.
En outre, l'école propose des cours de musique et assure une éducation spécialisée à temps partiel.
L'école d'Alexandre accueille environ 400 élèves.
L'école Alexander a été conçue par l'architecte Wivi Lönn et sa construction s'est achevée en 1904. Le bâtiment de l'école a une valeur architecturale, culturelle, historique et urbaine et est classé monument historique. Il a été rénové entre 1999 et 2001.